# Kanton Pontailler-sur-Saône
Pontailler-sur-Saône is een voormalig kanton van het Franse departement Côte-d'Or. Het kanton maakte deel uit van het arrondissement Dijon. Het werd opgeheven bij decreet van 18 februari 2014, met uitwerking op 22 maart 2015. Alle gemeenten werden toegevoegd aan het kanton Auxonne.

## Gemeenten
Het kanton Pontailler-sur-Saône omvatte de volgende gemeenten:
- Binges
- Cirey-lès-Pontailler
- Cléry
- Drambon
- Étevaux
- Heuilley-sur-Saône
- Lamarche-sur-Saône
- Marandeuil
- Maxilly-sur-Saône
- Montmançon
- Perrigny-sur-l'Ognon
- Pontailler-sur-Saône (hoofdplaats)
- Saint-Léger-Triey
- Saint-Sauveur
- Soissons-sur-Nacey
- Talmay
- Tellecey
- Vielverge
- Vonges